# New Haven International
New Haven International var en tennisturnering for mænd, som blev spillet hvert år i perioden 1972 til 1998 i USA som optakt til US Open. Fra 1972 til 1984 blev turneringen afviklet på grusbaner, men fra 1985 gik man over til at spille kampene på hardcourt. Turneringen blev markedsført under flere forskellige navne i løbet af dens levetid på grund af skiftende sponsorer, bl.a. Volvo International og Pilot Pen International.
Turneringen tilhørte World Championship Tennis i 1972, grand prix-serien i tennis i perioden 1973-89 og blev optaget på ATP Tour, da den blev stiftet i 1990.
Turneringen havde flere forskellige hjemsteder i det nordøstlige USA i løbet af dens levetid. Først blev den spillet i Mount Washington Resort i Bretton Woods, New Hampshire fra 1972 til 1974 Derefter fulgte en periode på 10 år i Cranmore Mountain Resort i North Conway, New Hampshire fra 1975 til 1984. Stratton Mountain Resort i Stratton Mountain, Vermont var spillested fra 1985 til 1989, inden turneringen i sine sidste ni år hørte hjemme i Cullman-Heyman Tennis Center i New Haven, Connecticut fra 1990 indtil den blev nedlagt efter den sidste udgave i 1998.
I 2005 blev ATP-turneringen på Long Island (på daværende tidspunkt kendt som TD Waterhouse Cup) flyttet til New Haven, hvor den fusionerede med WTA-turneringen Pilot Pen Tennis. Den nuværende Pilot Pen-turnering på ATP Tour betragtes som en fortsættelse af Long Island-turneringen fremfor af Pilot Pen International.

## Finaler

### Single
| Spillested        | År   | Vinder              | Finalist                   | Finaleresultat   |
| ----------------- | ---- | ------------------- | -------------------------- | ---------------- |
| Bretton Woods     | 1972 | Cliff Richey        | Jeff Borowiak              | 6–1, 6–0         |
| Bretton Woods     | 1973 | Vijay Amritraj      | Jimmy Connors              | 7–5, 2–6, 7–5    |
| Bretton Woods     | 1974 | Rod Laver           | Harold Solomon             | 6–4, 6–3         |
| North Conway      | 1975 | Jimmy Connors       | Ken Rosewall               | 6–2, 6–2         |
| North Conway      | 1976 | Jimmy Connors       | Raúl Ramírez               | 7–6, 4–6, 6–3    |
| North Conway      | 1977 | John Alexander      | Manuel Orantes             | 2–6, 6–4, 6–4    |
| North Conway      | 1978 | Eddie Dibbs         | John Alexander             | 6–4, 6–4         |
| North Conway      | 1979 | Harold Solomon      | José Higueras              | 5–7, 6–4, 7–6    |
| North Conway      | 1980 | Jimmy Connors       | Eddie Dibbs                | 6–3, 5–7, 6–1    |
| North Conway      | 1981 | José Luis Clerc     | Guillermo Vilas            | 6–3, 6–2         |
| North Conway      | 1982 | Ivan Lendl          | José Higueras              | 6–3, 6–2         |
| North Conway      | 1983 | José Luis Clerc     | Andrés Gómez               | 6–3, 6–1         |
| North Conway      | 1984 | Joakim Nyström      | Tim Wilkison               | 6–2, 7–5         |
| Stratton Mountain | 1985 | John McEnroe        | Ivan Lendl                 | 7–6(4), 6–2      |
| Stratton Mountain | 1986 | Ivan Lendl          | Boris Becker               | 6–4, 7–6         |
| Stratton Mountain | 1987 | Ingen vinder        | Ivan Lendl og John McEnroe | 6–7, 4–1 afbrudt |
| Stratton Mountain | 1988 | Andre Agassi        | Paul Annacone              | 6–2, 6–4         |
| Stratton Mountain | 1989 | Brad Gilbert        | Jim Pugh                   | 7–5, 6–0         |
| New Haven         | 1990 | Derrick Rostagno    | Todd Woodbridge            | 6–3, 6–3         |
| New Haven         | 1991 | Petr Korda          | Goran Ivanišević           | 6–4, 6–2         |
| New Haven         | 1992 | Stefan Edberg       | MaliVai Washington         | 7–6(4), 6–1      |
| New Haven         | 1993 | Andrej Medvedev     | Petr Korda                 | 7–5, 6–4         |
| New Haven         | 1994 | Boris Becker        | Marc Rosset                | 6–3, 7–5         |
| New Haven         | 1995 | Andre Agassi        | Richard Krajicek           | 3–6, 7–6(2), 6–3 |
| New Haven         | 1996 | Alex O'Brien        | Jan Siemerink              | 7–6(6), 6–4      |
| New Haven         | 1997 | Jevgenij Kafelnikov | Patrick Rafter             | 7–6(4), 6–4      |
| New Haven         | 1998 | Karol Kučera        | Goran Ivanišević           | 6–4, 5–7, 6–2    |

### Double
| Spillested        | År   | Vinder                          | Finalist                                                       | Finaleresultat |
| ----------------- | ---- | ------------------------------- | -------------------------------------------------------------- | -------------- |
| Bretton Woods     | 1972 | John Alexander Fred Stolle      | Nikola Pilic Cliff Richey                                      | 7–6, 7–6       |
| Bretton Woods     | 1973 | Rod Laver Fred Stolle           | Bob Carmichael Frew McMillan                                   | 7–6, 4–6, 7–5  |
| Bretton Woods     | 1974 | Rod Laver Jeff Borowiak         | Ricardo Cano Víctor Pecci                                      | 6–3, 6–0       |
| North Conway      | 1975 | Haroon Rahim Erik van Dillen    | John Alexander Phil Dent                                       | 7–6, 7–6       |
| North Conway      | 1976 | Brian Gottfried Raúl Ramírez    | Ricardo Cano Víctor Pecci                                      | 6–3, 6–0       |
| North Conway      | 1977 | Brian Gottfried Raúl Ramírez    | Fred McNair Sherwood Stewart                                   | 7–5, 6–3       |
| North Conway      | 1978 | Robin Drysdale Van Winitsky     | Mike Fishbach Bernard Mitton                                   | 4–6, 7–6, 6–3  |
| North Conway      | 1979 | Ion Ţiriac Guillermo Vilas      | John Sadri Tim Wilkison                                        | 6–4, 7–6       |
| North Conway      | 1980 | Jimmy Connors Brian Gottfried   | Kevin Curren Steve Denton                                      | 7–6, 6–2       |
| North Conway      | 1981 | Heinz Günthardt Peter McNamara  | Pavel Složil Ferdi Taygan                                      | 6–7, 7–5, 6–4  |
| North Conway      | 1982 | Sherwood Stewart Ferdi Taygan   | Pablo Arraya Eric Fromm                                        | 6–2, 7–6       |
| North Conway      | 1983 | Mark Edmondson Sherwood Stewart | Eric Fromm Drew Gitlin                                         | 7–6, 6–1       |
| North Conway      | 1984 | Brian Gottfried Tomáš Šmíd      | Cássio Motta Blaine Willenborg                                 | 6–4, 6–2       |
| Stratton Mountain | 1985 | Scott Davis David Pate          | Ken Flach Robert Seguso                                        | 3–6, 7–6, 7–6  |
| Stratton Mountain | 1986 | Peter Fleming John McEnroe      | Paul Annacone Christo van Rensburg                             | 6–3, 3–6, 6–3  |
| Stratton Mountain | 1987 | Ingen vinder                    | Paul Annacone Christo van Rensburg vs. Ken Flach Robert Seguso | Ikke spillet   |
| Stratton Mountain | 1988 | Jorge Lozano Todd Witsken       | Pieter Aldrich Danie Visser                                    | 6–3, 7–6       |
| Stratton Mountain | 1989 | Mark Kratzmann Wally Masur      | Pieter Aldrich Danie Visser                                    | 6–3, 4–6, 7–6  |
| New Haven         | 1990 | Jeff Brown Scott Melville       | Goran Ivanišević Petr Korda                                    | 2–6, 7–5, 6–0  |
| New Haven         | 1991 | Petr Korda Wally Masur          | Jeff Brown Scott Melville                                      | 7–5, 6–3       |
| New Haven         | 1992 | Kelly Jones Rick Leach          | Patrick McEnroe Jared Palmer                                   | 7–6, 6–7, 6–2  |
| New Haven         | 1993 | Cyril Suk Daniel Vacek          | Steve DeVries David Macpherson                                 | 6–3, 7–6       |
| New Haven         | 1994 | Grant Connell Patrick Galbraith | Jacco Eltingh Paul Haarhuis                                    | 6–4, 7–6       |
| New Haven         | 1995 | Rick Leach Scott Melville       | Leander Paes Nicolás Pereira                                   | 7–6, 6–4       |
| New Haven         | 1996 | Byron Black Grant Connell       | Jonas Björkman Nicklas Kulti                                   | 6–4, 6–4       |
| New Haven         | 1997 | Mahesh Bhupathi Leander Paes    | Sébastien Lareau Alex O'Brien                                  | 6–4, 6–7, 6–2  |
| New Haven         | 1998 | Wayne Arthurs Peter Tramacchi   | Sébastien Lareau Alex O'Brien                                  | 7–6, 1–6, 6–3  |